# Episodi di Just Shoot Me! (quinta stagione)
La quinta stagione della serie televisiva Just Shoot Me! è stata trasmessa in anteprima negli Stati Uniti d'America dalla NBC tra il 12 ottobre 2000 e il 10 maggio 2001.
| nº | Titolo originale                  | Titolo italiano | Prima TV USA     | Prima TV Italia |
| -- | --------------------------------- | --------------- | ---------------- | --------------- |
| 1  | Hit the Road, Jack                |                 | 12 ottobre 2000  |                 |
| 2  | A Night at the Plaza              |                 | 19 ottobre 2000  |                 |
| 3  | Mum's the Word                    |                 | 26 ottobre 2000  |                 |
| 4  | Donnie Returns                    |                 | 2 novembre 2000  |                 |
| 5  | Choosing to Be Super              |                 | 9 novembre 2000  |                 |
| 6  | Brandi, You're a Fine Girl        |                 | 16 novembre 2000 |                 |
| 7  | The First Thanksgiving            |                 | 23 novembre 2000 |                 |
| 8  | Slamming Jack                     |                 | 7 dicembre 2000  |                 |
| 9  | Dog Day Afternoon                 |                 | 14 dicembre 2000 |                 |
| 10 | Finch and the Fighter             |                 | 4 gennaio 2001   |                 |
| 11 | The Gift Piggy                    |                 | 11 gennaio 2001  |                 |
| 12 | The Proposal (Part 1)             |                 | 25 gennaio 2001  |                 |
| 13 | The Proposal (Part 2)             |                 | 1º febbraio 2001 |                 |
| 14 | The Auction                       |                 | 8 febbraio 2001  |                 |
| 15 | Mayas and Tigers and Deans, Oh My |                 | 15 febbraio 2001 |                 |
| 16 | Sid & Nina                        |                 | 22 febbraio 2001 |                 |
| 17 | Where's Poppa?                    |                 | 15 marzo 2001    |                 |
| 18 | Erlene and Boo                    |                 | 29 marzo 2001    |                 |
| 19 | Fanny Finch                       |                 | 19 aprile 2001   |                 |
| 20 | Sugar Momma                       |                 | 26 aprile 2001   |                 |
| 21 | Maya Stops Thinking               |                 | 3 maggio 2001    |                 |
| 22 | At Long Last Allie                |                 | 10 maggio 2001   |                 |